# Ned Beatty
Nedward Thomas „Ned” Beatty (n. 6 iulie 1937, Kentucky, SUA – d. 13 iunie 2021, Los Angeles, California, SUA) a fost un actor american de film.

## Filmografie
- The Marcus-Nelson Murders (1973)
- Toți oamenii președintelui (1976)
- 1941 (1979) ca  Douglas
- Crime pe unde radio (1994) ca generalul Walt Whalen
- Viața-n pușcărie (1999)